# 奥本 (加利福尼亚州)
奥本（英語：Auburn），是美国加利福尼亚州普莱瑟县的縣城。建市于1888年5月2日，面积大约为7.14平方英里（18.5平方公里）。根据2010年美国人口普查，该市有人口13,330人。